# 23759 Wangzhaoxin
23759 Wangzhaoxin è un asteroide della fascia principale. Scoperto nel 1998, presenta un'orbita caratterizzata da un semiasse maggiore pari a 2,2188898 UA e da un'eccentricità di 0,1401416, inclinata di 3,71326° rispetto all'eclittica.